# Difficilina tubulani
Difficilina tubulani is een soort in de taxonomische indeling van de Myzozoa, een stam van microscopische parasitaire dieren. Het organisme komt uit het geslacht Difficilina en behoort tot de familie Lecudinidae. Difficilina tubulani werd in 2010 ontdekt door Rueckert, Chantangsi & Brian S. Leander.